# Nicolas Bézy

a Compétitions nationales et continentales officielles uniquement.

b Matchs officiels uniquement.
Dernière mise à jour le 31 octobre 2022.
Nicolas Bézy, né le 26 septembre 1989 à Fontenay-aux-Roses, est un joueur de rugby à XV français, actuellement sans club, qui évolue aux postes de demi de mêlée et demi d'ouverture. 
Il est le frère aîné de Sébastien Bézy, qui joue lui aussi aux deux postes de la « charnière » dans le club de l'ASM Clermont Auvergne après avoir été formé et avoir évolué au Stade toulousain.

## Biographie

### Débuts dans le rugby et au Stade toulousain
Nicolas Bézy commence le rugby à Bagneux dans la région parisienne, puis passe par l'US Métro pendant deux années et par le Stade français pendant deux années également. 

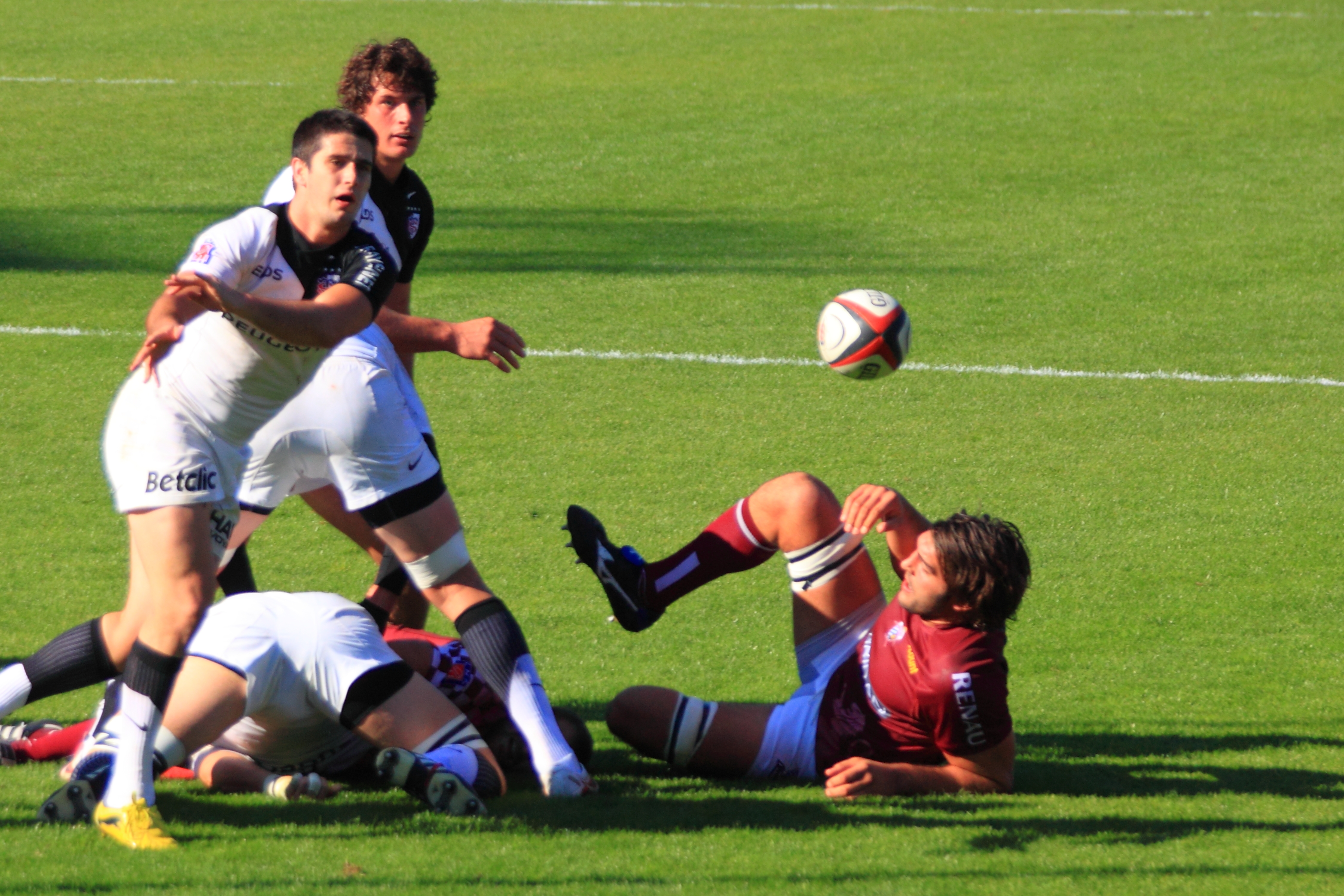
Nicolas Bézy lors d'un match avec le Stade toulousain, contre l'Union Bordeaux Bègles.

 Cependant, lui et sa famille déménagent à Toulouse où Bézy poursuit sa formation au Stade toulousain, où, désormais son père Didier dirige les Crabos (-19 ans) et sa mère, Corinne, les benjamins (-13 ans). Il est polyvalent car pouvant évoluer aux deux postes de la charnière et joue avec les Espoirs Toulousains.  Il débute avec l'équipe première lors du large succès de Toulouse contre le promu US Dax lors de la saison 2007-2008. Il marque à cette même occasion son premier essai lors d'une rencontre officielle avec Toulouse. Cette même saison, il dispute cinq matchs dont quatre comme titulaire, et est notamment sélectionné à plusieurs reprises avec l'équipe de France des moins de 19 ans. Après avoir signé un contrat espoir avec le Stade de deux saisons en 2008, Nicolas Bézy signe en 2010 un contrat pro avec le Stade toulousain jusqu'en 2013 à seulement 20 ans, contrat qui prendra effet à la fin de son contrat espoir (2011). Auparavant, en avril 2009, il dispute la coupe du monde des moins de 20 ans qui se déroule au Japon. Il participe à deux rencontres, face aux Samoa et au pays de Galles, rencontre où il inscrit un essai.
En raison des blessures de Frédéric Michalak et Byron Kelleher, il est sélectionné au poste de demi de mêlée pour le quart de coupe d'Europe 2010-2011 contre Biarritz au cours duquel il inscrit deux transformations et offre un essai à Maxime Médard sur une passe au pied.
Nicolas Bézy profite la saison suivante des départs de David Skrela à l'ASM Clermont et de Jean-Marc Doussain à la coupe du monde 2011, pour gagner du temps de jeu. Mais ensuite, ne le rejouera qu'en mars 2012, où il est titulaire au poste d'arrière lors de la rencontre opposant le Stade à l'ASM Clermont-Auvergne en raison de la blessure de Maxime Médard et de la sélection de Clément Poitrenaud en équipe de France. Alors qu'il a très peu joué de la saison en raison notamment des recrutements par le Stade toulousain de Luke McAlister ou Lionel Beauxis, il annonce deux jours plus tard qu'il changera de club à la saison 2012-2013 pour rejoindre le Stade français Paris, club qu'il connait bien pour y avoir joué en junior.

### Saisons difficiles au Stade français et au FC Grenoble (2012-2014)

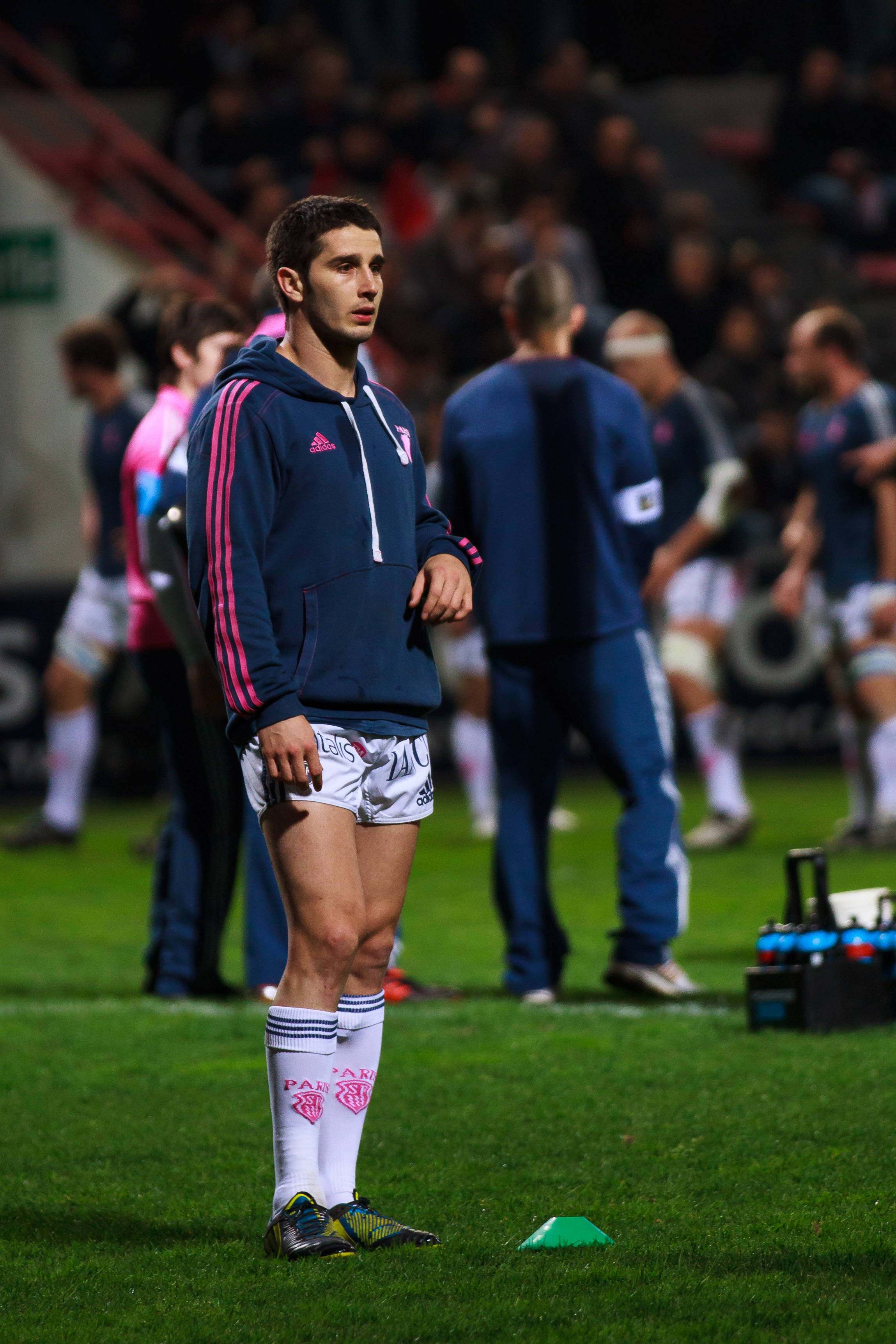
Nicolas Bézy à l'échauffement avec le Stade français Paris le 24 mars 2012.

L'entraineur du club, l'australien Michael Cheika, recrute le désormais ex-toulousain, mais ce dernier est remercié par les dirigeants parisiens un mois après la signature de Nicolas. Peu utilisé dans son nouveau club, il joue un total de 310 minutes de jeu en Top 14 avec le club de la capitale, il décide de quitter Paris à l'issue de la saison 2012-2013, pour le FC Grenoble, avec qui il signe un contrat de une saison plus une en option. Mais pendant l'intersaison, Nicolas Bézy se blesse. Il est alors opéré de la cheville et manque donc le début de saison. Il se voit alors obligé de travailler beaucoup pour rattraper son retard initial. Il y parvient et joue six matchs en Top 14 avant de se blesser de nouveau à la cheville. Il décide alors de quitter le club de Grenoble pour aller jouer au CA Brive. Il donne une explication de son choix de quitter l'Isère pour la Corrèze : "Vu ma situation à Grenoble, avec une nouvelle blessure à la cheville, Fabrice Landreau m’a annoncé qu’il ne validerait pas mon année optionnelle de contrat. J’avais la volonté de retrouver un temps de jeu plus important, et je savais que Brive avait des soucis de blessures au poste de demi d’ouverture. Avec mon agent, on a décidé de contacter le club et de proposer mes services".

### CA Brive (2014-2018)
Mais à peine débarqué dans son nouveau club, Nicolas Bézy se blesse de nouveau. Mais cette fois-ci, il parvient à revenir. À Brive, il est plus souvent utilisé par son entraineur au poste de demi d'ouverture, contrairement au poste occupé par Nicolas au Stade français où il était utilisé au poste de demi de mêlée. Nicolas est alors beaucoup plus utilisé par son nouvel entraineur briviste, et il est titularisé 11 fois en Top 14, pour un total de 806 minutes joués. Mais la saison 2014-2015 du CA Brive est compliquée et le club se maintient en première division avec un point d'avance sur le premier relégable, l'Aviron bayonnais. Il participe en particulier, à l'Altrad Stadium de Montpellier face au MHR, à la victoire de son équipe sur le score de 25 à 10, match pendant lequel Bézy inscrit deux drops et réalise une très bonne performance.
À l'occasion de la 24e journée du championnat de France, le CA Brive se déplace au stade Ernest-Wallon, sur la pelouse du Stade toulousain. À l'occasion de ce match, Nicolas Bézy est titularisé au poste d'ouvreur et en face, son frère cadet Sébastien est lui aussi titularisé mais au poste de demi de mêlée. C'est la première fois que les deux frères s'affrontent à l'occasion d'un match de Top 14, match à l'issue duquel le frère cadet sortira vainqueur puisque le Stade toulousain s'impose finalement sur le score de 67 à 19.
Le 20 mars 2017, le CA Brive annonce qu'il a prolongé son contrat avec le club.

## Palmarès

### En club
En équipe Première :
- Championnat de France (2 fois) : 
  - Champion : 2011 et 2012 avec le Stade toulousain
  - Vainqueur de la coupe d'Europe en 2010 avec le Stade toulousain

En équipes de jeunes :
- Champion de France TADDEI : 2007, 2008, 2009
- Champion de France cadets A (Stade français Paris)

### En équipe de France
- Équipe de France -20 ans : 2010-2011

## Style et activité en dehors du rugby
Doté d'un physique peu impressionnant pour le rugby moderne (1,80 m pour 80 kg), Nicolas Bézy est un demi de mêlée très vif et Michel Marfaing, son entraineur chez les espoirs, et ancien joueur toulousain, dit tout simplement de lui « qu'il a un énorme talent ». Il est en troisième année de Génie civil et voudrait à la fois avoir son diplôme et se consacrer exclusivement au rugby.
Nicolas se définit ainsi au sujet de sa polyvalence en 2015 : « Je pense que je peux apporter plus au club (CA Brive) en 10 qu’en 9. C’est le poste dans lequel je me sens le plus à l’aise, et je suis ravi que le club m’oriente plutôt dans cette direction. J’ai une meilleure vision du terrain, une participation plus variée au jeu courant. C’est un poste plus complexe car il demande de défendre plus, de gérer le jeu au pied ou les temps forts ou faibles de son équipe. On ne va pas se le cacher, c’est aussi un poste qui peut se révéler déterminant dans les résultats d’une équipe et demande une vraie prise de responsabilité ».